# Standesherrschaft Königsbrück

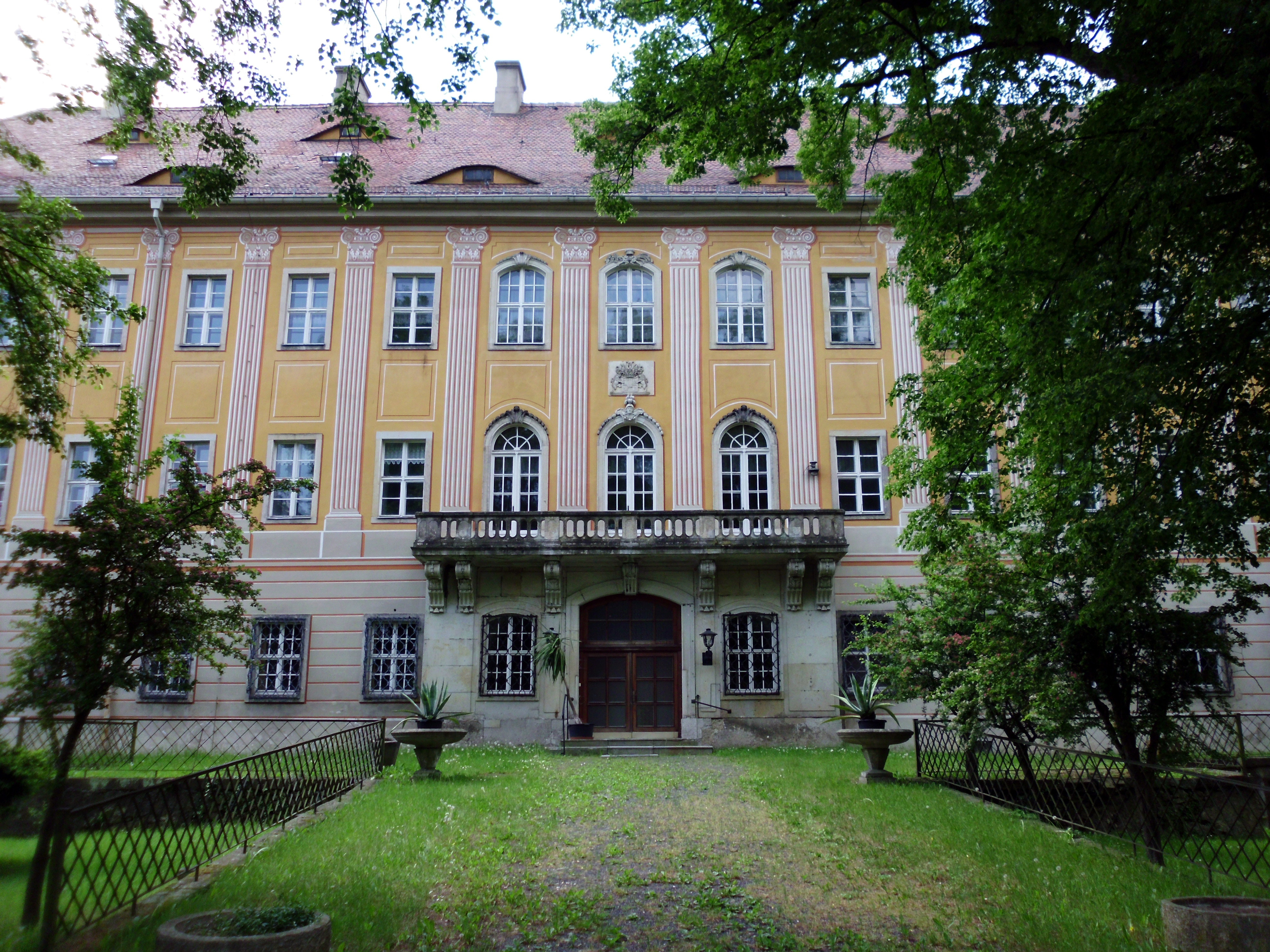
Schloss Königsbrück

Die Standesherrschaft Königsbrück war die vierte Freie Standesherrschaft der Oberlausitz. Sie bestand mit unterschiedlichen Rechten von 1562 bis 1920. Die Herren von Königsbrück residierten im Schloss Königsbrück, das unweit der Königsbrücker Hauptkirche liegt.

## Beginn und Ende
Von 1439 bis 1579 war Königsbrück im Besitz der Burggrafen zu Dohna. Christoph von Dohna hinterließ nach seinem Tod im Jahr 1560 keinen erbberechtigten Nachkommen. Seine Güter fielen deshalb als erledigte Lehen an den Landesherren der Oberlausitz zurück. In einem Verkaufs- und Lehnbrief von Kaiser Ferdinand I. für  Caspar Burggraf von Dohna auf Straupitz fand Königsbrück im Jahr 1562 Anerkennung als Standesherrschaft. 1671 wandelte Kurfürst Johann Georg II. die Herrschaft Königsbrück und das angeschlossene Rittergut Cosel in ein Allod.
Unter Sigismund Ehrenreich Johann von Redern kamen um 1775 noch Brauna mit dem Vorwerk Schwosdorf, Großgrabe, Bulleritz, Petershain und Räckelwitz zur Standesherrschaft. Durch einen Erbvertrag wurden die Besitzungen 1790 unter den drei Kindern von Rederns aufgeteilt: der älteste Sohn Wilhelm Jacob (1750–1816) erhielt das Rittergut Cosel, der jüngste Sohn Sigismund Ehrenreich Johann (1763–1841) behielt Königsbrück und die Tochter Sophia Charlotte Eleonore (1765–1842) erhielt 1790 Großgrabe, Brauna, Bulleritz, Rohrbach, Schwosdorf, Häslich und Liebenau. Sie heiratete noch im gleichen Jahr den Witwer Friedrich Leopold zu Stolberg-Stolberg (1750–1819). Alle drei Kinder hatten kein großes Interesse an den Besitzungen in der Oberlausitz und verkauften ihre Anteile in den nächsten Jahren weiter. Lediglich Cajus zu Stolberg-Stolberg, einer der Söhne Sophias, ging später nach Brauna und begründete dort eine Familie.
Unter den von Hohenthal gehörte auch noch das Rittergut Glauschnitz mit Bohra (heute Wüstung) zur Standesherrschaft. Im Jahre 1847 zählten folgende Orte zur Standesherrschaft: Gottschdorf, Neukirch, Stenz, Weißbach, Zeisholz, Teile von Schmorkau sowie die heutigen Wüstungen Otterschütz, Quosdorf, Rohna, Rittergut Steinborn und Zietsch auf dem Geländes des ehemaligen Truppenübungsplatzes Königsbrück.
Entsprechend der Verfassung des Königreiches Sachsen von 1831 gehörte der Standesherr von Königsbrück noch der Ersten Kammer der Ständeversammlung an. Ebenso war er Mitglied der Oberlausitzer Provinzialstände. 1848 trat Peter Alfred Graf von Hohenthal die Gerichtsbarkeit an den Staat ab (sie wurde dann vom Justizamt Kamenz und später vom Königlichen Gericht Königsbrück wahrgenommen). Mit der 1920 angenommenen Verfassung des Freistaates Sachsen wurden schließlich alle öffentlich-rechtlichen Sonderrechte der Oberlausitzer Ständeherrschaft aufgehoben.

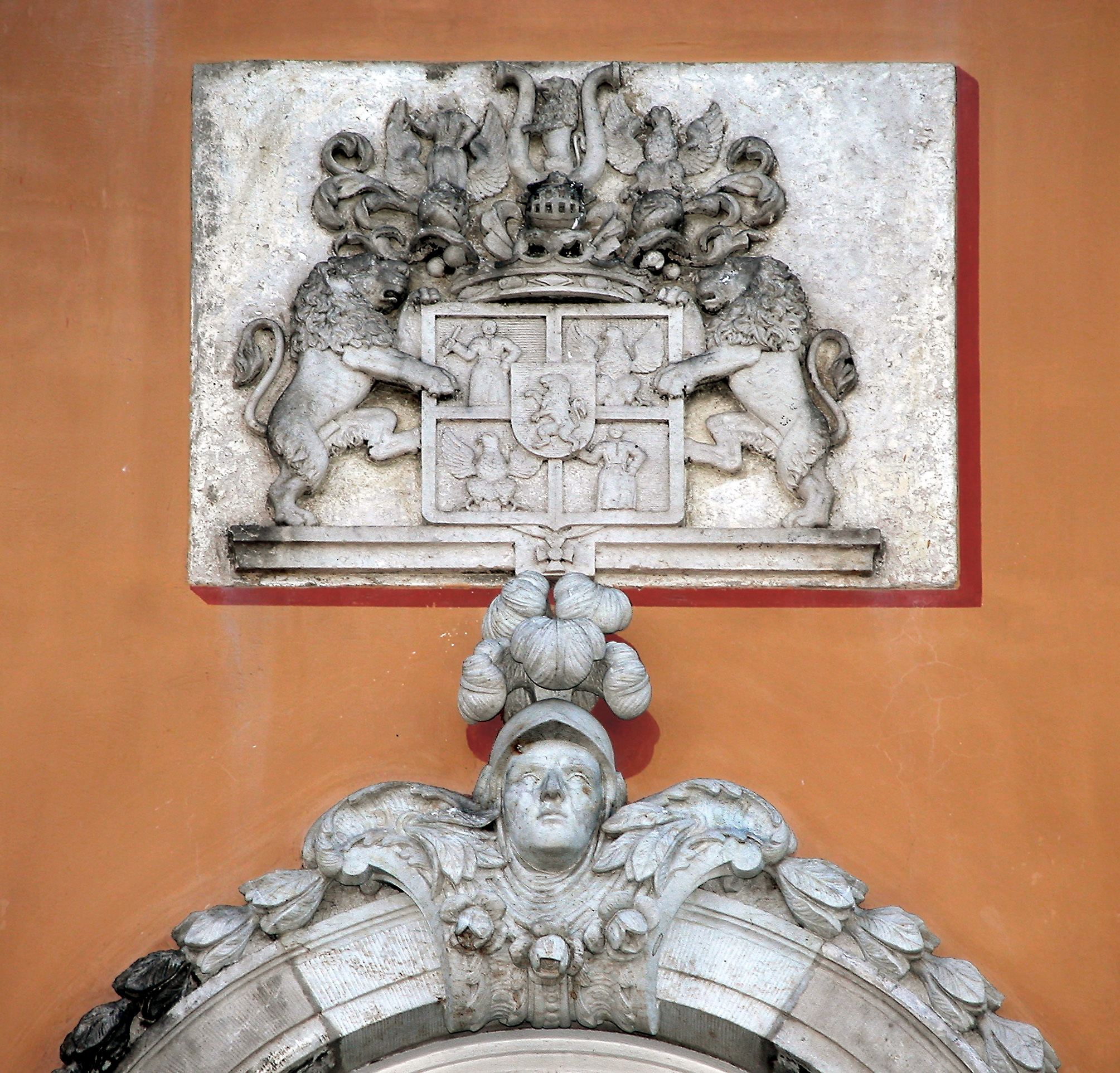
Wappen der Grafen von Hohenthal am Schloss

## Standesherren zu Königsbrück
- 1562–1579 Caspar Burggraf von Dohna auf Straupitz
- 1579–1583 Christoph von Schellendorf (-1583, angeheirateter Verwandter des vorigen)
- 1583–1621 Carl Magnus von Schellendorf (1562–1621, Sohn des vorigen)
- 1621–1666 Christoph, Wolf, Siegmund († 1633) und Konrad von Schellendorf († 1634); Söhne des vorigen
- 1667–1703 Maximilian von Schellendorf (1645–1703; Sohn Wolfs)
- 1703–1726 Johanna Margaretha von Schellendorf, geborene von Friesen († 1726; Witwe des vorigen)
- 1726–1739 Heinrich Friedrich von Friesen (1681–1739; Sohn des Bruders der vorigen, verheiratet mit der ältesten Tochter der Constantia von Cosel)
- 1739–1755 August Heinrich von Friesen (1727–1755; Sohn des vorigen)
- 1756–1768 Johann Friedrich Ernst von Friesen (1725–1768; durch Vergleich an Linie Rötha)
- 1768–1773 Johann Georg Friedrich von Friesen (1757–1824) und Charlotte Henriette Christine von Friesen (Kinder des vorigen)
- 1773–1789 Sigismund Ehrenreich von Redern (1719–1789; durch Kauf erworben)
- 1790–1795 Sigismund Ehrenreich Johann von Redern (1761–1841; jüngerer Sohn des vorigen; erhielt Königsbrück nach Aufteilung der Herrschaft im Erbvertrag)
- 1795–1801 Georg Werner August Dietrich von Münster (1751–1801; durch Kauf erworben)
- 1803–1825 Peter Carl Wilhelm von Hohenthal (1754–1825; durch Kauf erworben)
- 1825–1838 Peter Karl von Hohenthal (1784–1856; Sohn des vorigen)
- 1838–1856 Peter Alfred von Hohenthal (1806–1860; Sohn des vorigen und Ehemann von Charlotte Louise von Hohenthal geborene Biron von Curland)
- 1856–1863 Ernst (Wilhelm) Wilding zu Radali (Principe di Radali; 1792–1874), Bruder und Erbe von Georg Wilding (durch Kauf erworben)
- 1863–1893 Friedrich August Theodor Graf Wilding von Königsbrück (1829–1900; Sohn des vorigen)
- 1893–1903 Bruno Naumann zu Königsbrück (1844–1903; durch Kauf erworben)
- 1903–1920 Walther Naumann zu Königsbrück (1874–1944; Sohn des vorigen)